# Decatriathlon
Decatriathlon är en extrem variant av triathlon. Distansen är 10 gånger en vanlig Ironman-distans, vilket innebär totalt 38 km simning, 1 800 km cykling och 422 km löpning. Klockan går hela tiden, trots att tävlingen pågår i flera dygn. Det har inte ägt rum många tävlingar på denna distans eftersom få män och kvinnor kör detta, och eftersom man inte klarar det för ofta. De flesta tävlingar på denna distans har ägt rum i Monterrey, Mexiko. Banan har där varit i form av en simbassäng samt en slinga på några km för cykling och löpning.

## Världsbästalistan
Herrar:
- 1. Fabrice Lucas ( Frankrike) 200:26:00 (1997)
- 2. Marcel Heinig ( Tyskland)  206:29:02 (2008)
- 3. Jaroslav Pavelka ( Tjeckien)  207:33:00 (1994)
- 4. Kari Martens ( Sverige)  212:06:04 (2008)
- 5. Martin Feijen ( Nederländerna) 213:41:00 (1992)

Damer
- 1.  Sylvia Andonie ( Mexiko) 249:14:52 (1992)

## Double Decatriathlon
Två gånger har det ägt rum tävlingar på distansen Double Decatriathlon, 76 km simning, 3 600 km cykling och 844 km löpning, alltså dubbelt mot Decatriathlon. De har ägt rum 1998 och 2010, båda gånger i Monterrey, Mexiko. Segrare 1998 var Vidmantas Urbonas, Litauen på tiden 437:21 (cirka 18,2 dygn). Fyra personer fullföljde. Segrare 2010 var 
Ferenc Szonyi, Ungern på tiden 481:54 (cirka 20,0 dygn). Sju personer fullföljde. En svensk, Greger Sundin, genomförde loppet på tiden 497:56 (cirka 20,7 dygn). Enda dam som nått mål är Sylvia Andonie, Mexiko som fullföljde 1998 med tiden 643:01 (cirka 26,8 dygn).